# Runa (naam)
Runa of Rúna is een Scandinavische naam met als betekenis geheime spreuk. Het is de vrouwelijke variant van de naam Rune.

## Bekende naamdragers
- Runa Bülow-Hübe, beeldhouwer